# Kallitaxila granulata
Kallitaxila granulata är en insektsart som först beskrevs av Stsl 1870.  Kallitaxila granulata ingår i släktet Kallitaxila och familjen Tropiduchidae. Inga underarter finns listade i Catalogue of Life.